# Missione Dawn
La Missione Dawn è stata una missione di esplorazione sviluppata dalla NASA, nell'ambito del Programma Discovery per raggiungere ed esaminare il pianeta nano Cerere e l'asteroide Vesta.
Il lancio della sonda è avvenuto il 27 settembre 2007, e dopo quattro anni di viaggio è entrata in orbita attorno a Vesta il 16 luglio 2011, dove ha compiuto 14 mesi di osservazioni. Successivamente è entrata in orbita attorno a Cerere il 6 marzo 2015. Nel 2017 è stata annunciata una estensione della missione, che è terminata il 1 novembre 2018, quando la sonda ha esaurito il propellente. Attualmente la sonda, disattiva, si trova in orbita stabile attorno a Cerere.
Dawn è stata la prima sonda ad orbitare attorno ad un asteroide e ad un pianeta nano. È stata gestita dal Jet Propulsion Laboratory e ha avuto contributi di partner europei come Italia, Germania, Francia e Paesi Bassi.
Tuttavia Dawn non è stata la prima sonda diretta verso asteroidi, in quanto la prima che effettuò un sorvolo ravvicinato di un asteroide fu la sonda Galileo, mentre la missione NEAR Shoemaker orbitò intorno all'asteroide Eros.

## Sviluppo
Delle 26 proposte candidate ad essere scelte come missione del programma Discovery, con budget inizialmente fissato a 300 milioni di dollari, nel dicembre 2001 è stata selezionata la missione Dawn, con data di lancio prevista nel 2006.
Nel dicembre 2003 la missione è stata cancellata e in seguito reintegrata nel programma Discovery a febbraio 2004. L'anno successivo lo sviluppo della missione è stato arrestato e a marzo 2006 la missione è stata nuovamente cancellata a causa del superamento dei costi previsti, aumentati da 373 a 446 milioni di dollari, e a problemi tecnici. Questa decisione è stata infine revocata a fine marzo e il lancio della sonda è stato pianificato per il 2007.

### Obiettivi
Dawn 
     Terra
     Marte
     Vesta
     Cerere

Animazione della traiettoria della sonda Dawn dal 27 settembre 2007 (lancio) al 5 ottobre 2018
Dawn
Terra
Marte
Vesta
Cerere

L'obiettivo della missione era quello di analizzare e migliorare la comprensione dei processi che portarono alla formazione del sistema solare. Per raggiungere questo scopo si è deciso di studiare i più grandi protopianeti rimasti intatti dalla formazione del sistema solare. Cerere e Vesta hanno molte caratteristiche opposte e questo fa pensare che si siano formati in regioni diverse del sistema solare. Cerere si pensa si sia formato in una situazione fredda e bagnata e quindi potrebbe aver acqua nel sottosuolo mentre Vesta si dovrebbe essere formato in un ambiente caldo e asciutto e quindi l'interno dovrebbe mostrare segni di più strati e l'esterno dovrebbe mostrare tracce di vulcanismo.

## Caratteristiche tecniche
Il primo modello funzionante di propulsore ionico è stato costruito nel 1959 da Harold R. Kaufman nel Glenn Research Center della NASA nell'Ohio. Questo tipo di propulsore era di tipo elettrostatico e utilizzava come propellente mercurio. Sono stati effettuati test suborbitali negli anni '60, tra cui i velivoli di test Space Electric Rocket Test (SERT-1) nel 1964 e SERT-2 che nel 1970 ha effettuato un test orbitale.
La sonda Deep Space 1 (DS-1), lanciata nel 1998, ha dimostrato l'impiego di un propulsore ionico con propellente xeno in una missione scientifica di lunga durata e convalidato diverse tecnologie, tra cui il propulsore ionico elettrostatico NSTAR.
La sonda Dawn possedeva dei pannelli solari con celle a tripla giunzione, con una superficie di 36,4 m² e in grado di generare una potenza di 10,3 kW alla distanza di 1 UA e 1,3 kW alla distanza di 3 UA.

## Strumenti ed esperimenti scientifici
Il gruppo che ha sviluppato la missione proviene dall'UCLA ed è diretto dallo scienziato Christopher T. Russell. La Orbital Sciences Corporation ha costruito la sonda, il Jet Propulsion Laboratory della NASA ha fornito i motori a ioni e i sistemi di gestione di volo spaziale. Il Deutsches Zentrum für Luft- und Raumfahrt (l'agenzia spaziale tedesca) ha fornito la fotocamera per le immagini, l'Istituto Nazionale di Astrofisica di Roma ha fornito lo spettrometro mentre il Department of Energy dei Los Alamos National Laboratory ha fornito lo spettrometro a raggi gamma.
- Framing Camera: la sonda possedeva due camere fotografiche ridondanti, con un sistema ottico refrattivo, lunghezza focale di 150 mm e rapporto focale di f/7,9[20][21]. La parte elettronica era costituita da un CCD di tipo Frame Transfer con risoluzione di 1024 x 1024 pixel e campo visivo di 5.5° x 5.5°. L'elaborazione avveniva tramite un microprocessore LEON con 8 Gigabit di memoria. Una ruota portafiltri conteneva 7 filtri a banda ristretta. Le camere fotografiche hanno permesso di riprendere immagini di Vesta ad una risoluzione di 17 m per pixel e di Cerere a 66 m per pixel.

Poiché le camere fotografiche erano un componente fondamentale per le osservazioni scientifiche e la navigazione, la sonda conteneva due camere fotografiche identiche.
- Spettrometro visibile e infrarosso (VIR): lo spettrometro era una versione modificata di quelli installati nella sonda Rosetta e nella sonda Venus Express[22][24].
- Gamma Ray and Neutron Detector (GRaND): questo strumento era simile a quelli impiegati nelle sonde Lunar Prospector e Mars Odyssey, ed è stato utilizzato per misurare le quantità dei principali elementi contenuti nelle rocce (ossigeno, magnesio, alluminio, silicio, calcio, titanio e ferro) e di altri elementi come potassio, torio, uranio e la quantità di acqua (calcolata a partire dalla quantità di idrogeno)[25][26][27][28][29][30].

Sebbene fosse previsto l'impiego di un magnetometro e un altimetro laser, essi non vennero inclusi tra la strumentazione scientifica della sonda.

## Panoramica della missione

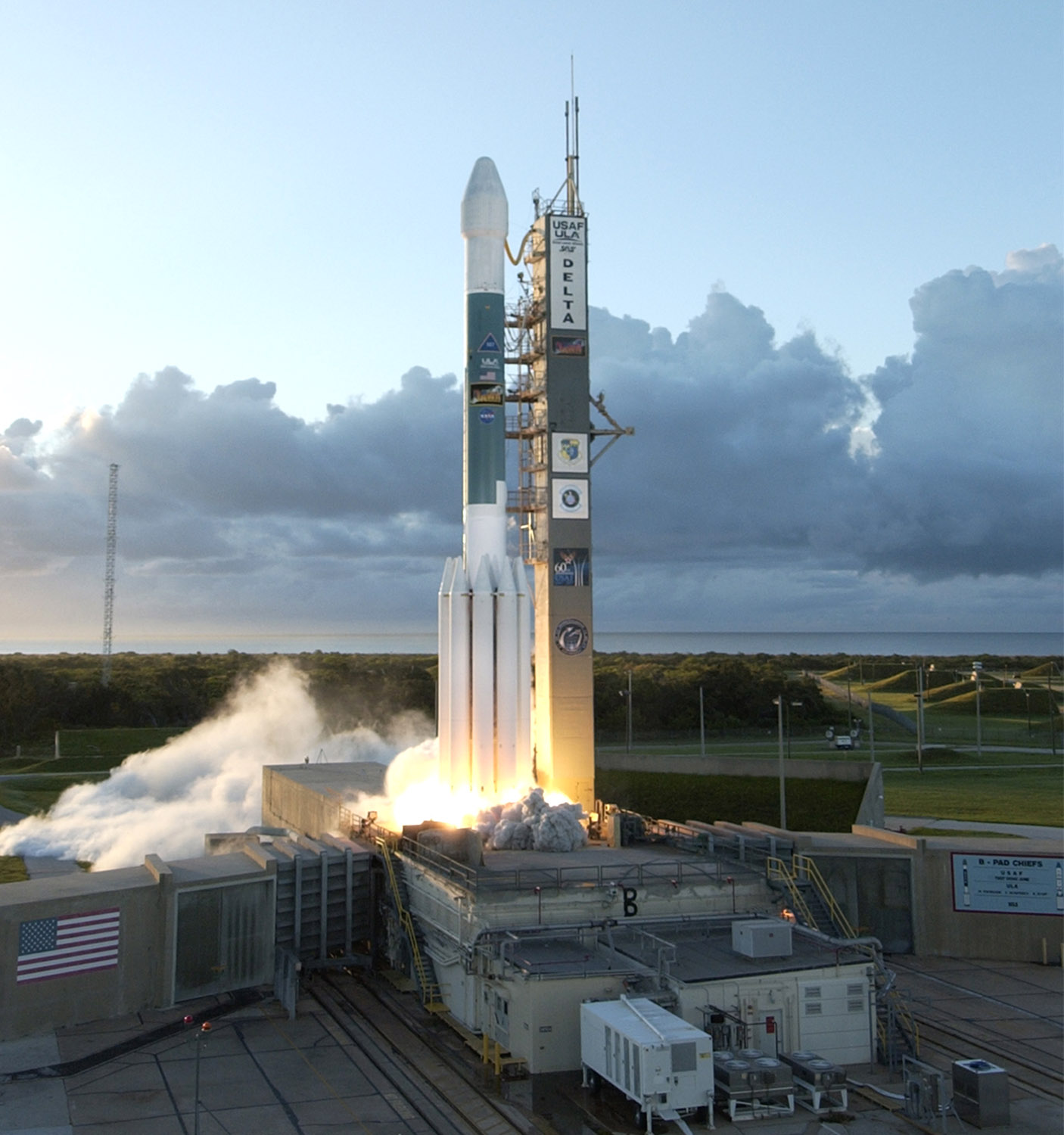
Il lancio di Dawn su un razzo Delta II dal Complesso di lancio 17 (SLC-17) del Cape Canaveral Air Force Station

Piano di volo

Il piano, in ordine cronologico, era il seguente:
- Lancio il 27 settembre 2007
- Manovra gravitazionale su Marte nel febbraio 2009
- Arrivo a Vesta nel luglio 2011
- Partenza da Vesta nel luglio 2012
- Arrivo Cerere il 6 marzo del 2015
- Fine missione primaria all'inizio del 2016.

### Lancio
Il 1º giugno 2007 la partenza della missione era stata inizialmente posticipata dal 20 giugno al 7 luglio dello stesso anno. In seguito la NASA ha fatto sapere che la missione sarebbe stata rinviata a settembre 2007. L'utilizzo della propulsione ionica permette una notevole flessibilità nella scelta della traiettoria di volo della sonda; in tal modo il ritardo nel lancio non ha determinato cambiamenti negli obiettivi scientifici della missione, né ha interessato in modo significativo le date d'arrivo a Vesta e Cerere.

### Osservazioni

#### Transito verso Vesta

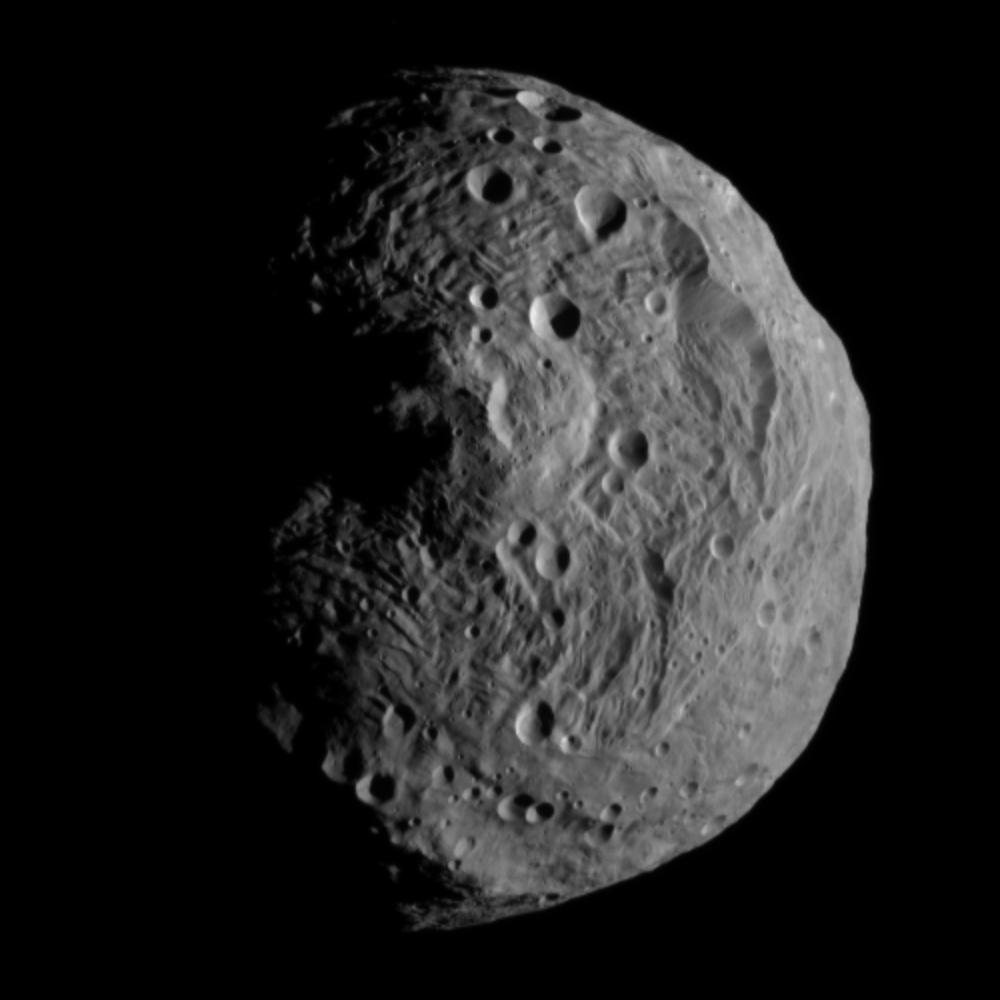
Una delle prime immagini di Vesta ripresa dalla sonda, il 17 luglio 2011.

Dopo i test iniziali, il 17 dicembre 2007 la sonda ha iniziato la fase di transito verso Vesta. Il 31 ottobre 2008 è stata completata la prima fase di accelerazione per avvicinarsi a Marte ed effettuare il flyby nel febbraio 2009. Durante questa parte di viaggio interplanetario, Dawn ha tenuto accesi i propulsori per 270 giorni, consumando meno di 72 kg di xeno e cambiando la velocità di 1,81 km/s. Il 20 novembre è stata effettuata la prima manovra di correzione della traiettoria, tramite l'accensione del propulsore numero 1 per un periodo di 2 ore e 11 minuti.
Il 17 febbraio 2009 la sonda ha raggiunto il punto di massimo avvicinamento (549 km) a Marte durante la manovra gravitazionale, e successivamente è entrata in modalità safe a causa di un errore nel software. Due giorni dopo il controllo missione è riuscito a riportare Dawn alla normale modalità operativa.

#### Avvicinamento a Vesta
Mentre la sonda si avvicinava a Vesta, la camera fotografica ha iniziato a riprendere immagini del corpo celeste. Il 3 maggio 2011 ha acquisito la prima immagine ad una distanza di 120000 km e ha iniziato la fase di avvicinamento. Il 12 giugno, Dawn ha ridotto la velocità relativa a Vesta in preparazione dell'inserimento orbitale, avvenuto 34 giorni dopo.
Il 16 luglio alle 05:00 UTC, dopo 2,8 miliardi di chilometri ed il consumo di 252 kg di propellente (xeno), la sonda è stata dichiarata ufficialmente in orbita attorno a Vesta ma poiché l'antenna durante la manovra non era puntata verso la Terra, la conferma del corretto inserimento orbitale è avvenuto solo quando la sonda ha riorientato l'antenna il giorno successivo.

#### Osservazione di Vesta
La sonda, dopo essere stata catturata dal campo gravitazionale di Vesta, ha iniziato una manovra di avvicinamento a spirale, che l'ha portata ad una altezza di 2750 km il 2 agosto. Successivamente è stata avvicinata ulteriormente, prima ad una altezza di 680 km il 27 settembre e dopo ad una altezza di 210 km l'8 dicembre.
A maggio 2012 sono stati pubblicati i primi risultati delle osservazioni, tra cui la stima del nucleo metallico, di circa 220 km di diametro. Gli scienziati sono convinti che Vesta sia l'ultimo esemplare rimanente dei grandi pianetoidi che hanno creato i pianeti rocciosi durante la fase di formazione del sistema solare. Ad ottobre, sono stati pubblicati ulteriori risultati scientifici, tra cui l'origine delle macchie di colore scuro e delle striature di Vesta. Queste caratteristiche superficiali sono state probabilmente create da antichi impatti con asteroidi.
A dicembre è stato pubblicato uno studio sulle strutture simili a canali presenti sulla superficie, ed è stato ipotizzato che potrebbero essere state erose da flussi transitori di acqua liquida.
Il 5 settembre 2012, dopo aver risolto un problema con una ruota di reazione, il controllo missione ha iniziato le operazioni per lasciare l'orbita attorno a Vesta e iniziare la fase di trasferimento verso Cerere.

#### Transito verso Cerere
L'11 settembre 2014, durante la fase di transito verso Cerere, uno dei propulsori si è spento inaspettatamente, facendo entrare la sonda in modalità safe. Il controllo missione ha attivato un altro dei propulsori della sonda. Il guasto è stato causato probabilmente dal danneggiamento di un componente elettrico da parte di un raggio cosmico ad alta energia. Il 15 settembre, Dawn è tornata alla normale operatività. 
Indagando sul malfunzionamento, i tecnici hanno scoperto che la sonda non era più in grado di puntare la antenna di comunicazione principale verso la Terra, a causa di un errore software. Per questo motivo inizialmente è stata attivata una antenna secondaria, e successivamente è stato resettato il computer di bordo in modo da ripristinare le funzionalità di puntamento.

#### Osservazione di Cerere

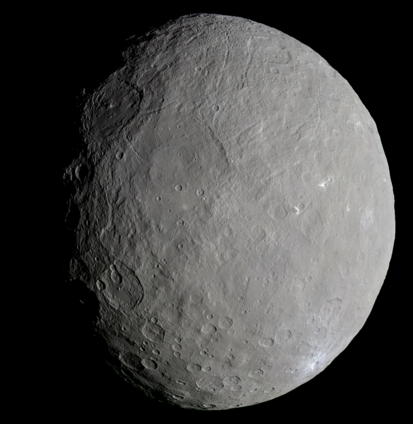
Il pianeta Cerere visto nel 2015 dalla sonda Dawn.

La sonda è entrata nell'orbita di Cerere il 6 marzo 2015, inizialmente in un'orbita polare, tramite la quale è stata creata la prima mappa topografica completa del corpo celeste. Dal 23 aprile al 9 maggio, Dawn ha orbitato attorno a Cerere ad un'altezza di 13500 km. Il 9 maggio sono stati attivati i propulsori per percorrere una traiettoria di avvicinamento a spirale. 
Il 6 giugno la sonda è stata spostata su una nuova orbita ad una altezza di 4430 km, da dove è stato compiuto un rilevamento fotografico completo della superficie attraverso la Framing Camera ed è stata creata una mappa completa nel visibile e nell'infrarosso, tramite lo spettrometro VIR. Nel mese di febbraio del 2017 la rivista Science ha annunciato uno studio dell'Istituto nazionale di astrofisica che, grazie alle misurazioni effettuate dallo spettrometro italiano VIR a bordo della sonda Dawn, è riuscito a rivelare abbondanti tracce di idrocarburi alifatici. La regione di Cerere interessata da tale studio è ubicata nelle adiacenze del vulcano Ernutet. Gli studiosi hanno ipotizzato che le molecole alifatiche si siano formate grazie a processi idrotermali.
Il 17 agosto la sonda è stata portata su un'orbita chiamata High-Altitude Mapping Orbit, avvicinandosi ad un'altezza di 1480 km, dalla quale sono state create altre mappe della superficie a risoluzione maggiore rispetto alle precedenti e sono state riprese immagini stereoscopiche.
Il 23 ottobre, Dawn ha iniziato una traiettoria a spirale per avvicinarsi ulteriormente e raggiungere un'orbita chiamata Low-Altitude Mapping Orbit, ad un'altezza di 375 km. Da dicembre, e per tre mesi, la sonda ha acquisito dati sulla composizione della superficie tramite il rilevatore di raggi gamma e neutroni (Gamma-Ray and Neutron Detector - GRaND).
In seguito la sonda si è allontanata risalendo a 1460 km tramite una manovra che si è svolta a settembre 2016 ed infine è stata portata ad una altezza di 7200 km. In queste due orbite Dawn ha continuato ad acquisire dati sulla superficie.

### Fine missione
Nell'aprile 2016, il team del progetto ha inviato la proposta di una estensione di missione per effettuare il flyby dell'asteroide 145 Adeona nel maggio 2019, ma la proposta è stata rifiutata. È stato deciso che la missione sarebbe stata estesa per un anno, ma la sonda sarebbe rimasta in orbita attorno a Cerere.
L'estensione della missione è scaduta il 30 giugno 2017, e la sonda è stata posta in una orbita relativamente stabile attorno a Cerere, dove ha terminato il propellente il 31 ottobre 2018. Si prevede che resterà in orbita per almeno 20 anni.